# Hidden Place (canción)
«Hidden Place» es un sencillo lanzado en agosto de 2001 por la cantante y compositora islandesa Björk. El mismo corresponde a Vespertine, álbum lanzado el mismo año. De hecho, fue el primer sencillo del álbum.

## Acerca de la canción
La canción «Hidden Place» fue escrita por Björk, Guy Sigsworth y Mark Bell; la producción estuvo a cargo de Björk.
«Hidden Place» es una canción acerca de cómo dos personas pueden crear un paraíso solo mediante la unión. Tienes una situación emocional que es mutua. Y es irrompible. Y, obviamente, tienes que creerlo. Así, se podría argumentar que no existe porque es invisible, pero por supuesto que sí. Y es una situación creada desde cero.

## Videoclip
El videoclip fue codirigido por M/M Paris con Inez Van Lamsweerde y Vinoodh Matadin quienes posteriormente se encargaron del diseño de las portadas de estos sencillos. En el vídeo aparece la cámara enfocando a la cara de Björk por la que van fluyendo unos líquidos por su nariz, ojos y boca. 
Se lanzaron 1854 versiones de Hidden Place.

## Primer disco

### Lista de canciones (CD1)
1. «Hidden Place» – Edit
2. «Generous Palmstroke»
3. «Verandi»

## Segundo disco
Nombre: Hidden Place.

Fecha de lanzamiento: agosto de 2001.

Formato: CD.

### Lista de canciones (CD 2)
1. «Hidden Place» - A capela
2. «Mother Heroic»
3. «Foot Soldier»

## Tercer disco (DVD)
Nombre: Hidden Place.

Fecha de lanzamiento: agosto de 2001.

Formato: DVD.

### Lista de canciones (DVD)
1. «Hidden Place» - Edit
2. «Generous Palmstroke»
3. «Verandi»

NOTA: video musical incluido.

## Posicionamiento en listas

### Semanales
| País           | Lista                  | Mejor posición |      |
| 2001           | 2001                   | 2001           | 2001 |
| -------------- | ---------------------- | -------------- | ---- |
| Australia      | ARIA Singles Chart     | 54             |      |
| Bélgica        | Ultratop 40(Flanders   | 14             |      |
| Bélgica        | Ultratop 40 (Valonia)  | 17             |      |
| Canadá         | Canadian Digital Songs | 16             |      |
| Dinamarca      | Tracklisten            | 19             |      |
| Finlandia      | Finnish Singles Chart  | 11             |      |
| Francia        | (SNEP)                 | 20             |      |
| Alemania       | German Singles Chart   | 70             |      |
| Japón          | Oricon                 | 63             |      |
| Países Bajos   | (Mega Single Top 100)  | 60             |      |
| Noruega        | VG-lista               | 19             |      |
| España         | AFYVE                  | 1              |      |
| Suecia         | Sverigetopplistan      | 47             |      |
| Suiza          | Schweizer Hitparade    | 77             |      |
| Reino Unido    | (UK Singles Chart)     | 21             |      |
| Estados Unidos | Billboard Hot 100      | 50             |      |